# لو آندرئاس سالومه
لو آندرئاس سالومه (زادهٔ ۱۲ فوریه ۱۸۶۱ در سن پترزبورگ – درگذشتهٔ ۵ فوریه ۱۹۳۷ در گوتینگن) در ۱۲ فوریه سال ۱۸۶۱ در سن پترزبورگ به عنوان دختر یک ژنرال روس به دنیا آمد. در سال۱۸۸۷ با فردریش کارل آندرئاس شرق‌شناس ازدواج کرد. علایق متعدد و گوناگون وی و طبع علمی/هنری اش باعث آشنایی و ارتباط وی با تعدادی از مشاهیر زمان خودش شد که منجر به داشتن ارتباطی فعال و سرزنده با ناموران آن زمان از جمله نیچه، ریلکه و فروید گردید. او بسیار زیبا و خوش رو بود و علاقه بسیار به فلسفه داشت. و دلیل آشنایی با مشاهیر زمان خود بود.
لو سالومه رمان، مقاله و داستان‌های زیادی نوشته‌است. وی در ۵ فوریه سال ۱۹۳۷ در گوتینگن در گذشت. لو سالومه را بیشتر به دلیل عشق نیچه به او و سپس خیانت او و پل ری به نیچه می‌شناسند.

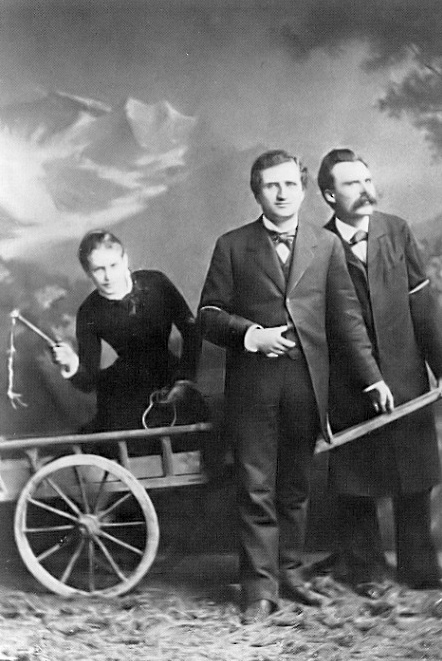
نیچه و لو آندره آس سالومه و پل ری در ۱۸۸۲